# Metham
Metham var en civil parish från 1866 till 1935 då den blev en del av Laxton, Eastrington och Howden, i grevskapet East Riding of Yorkshire, i England. Civil parish var belägen 7 km från Goole och hade 49 invånare år 1931.